# Lipia Góra Mała
Lipia Góra Mała is een plaats in het Poolse district  Starogardzki, woiwodschap Pommeren. De plaats maakt deel uit van de gemeente Zblewo en telt 73 inwoners.